# Józef (az-Zahlawi)
Józef, imię świeckie Dżuzif az-Zahlawi (ur. 2 listopada 1950 w Damaszku) – syryjski duchowny prawosławny, od 2014 metropolita nowojorski i całej Ameryki Północnej.

## Życiorys
Chirotonię biskupią przyjął w 1991 r.